# توماس ماسترمان وينتربوتوم
توماس ماسترمان وينتربوتوم (1766-1859) هوَ طبيب وَفاعل خير إنجليزي، اشتهر لوِصفه داء المثقبيات الأفريقي وَعلامة وينتربوتوم المُرتبطة به. وُلد توماس في 26 مارس 1766 في بلدة ساوث شيلدز الإنجليزية، وتوفيَ في 8 يوليو 1859. 